# Toulouse Football Club
Il Toulouse Football Club, meglio noto come Toulouse e in italiano come Tolosa, è una società calcistica francese con sede nella città di Tolosa. Milita in Ligue 1, la massima divisione del campionato francese.
Fondato nel 1970 come Union Sportive Toulouse, ha assunto la denominazione attuale dieci anni più tardi. Durante la sua attività ha partecipato a un totale di 32 stagioni nel massimo livello francese, 19 nel secondo e 1 nel terzo. Il miglior risultato raggiunto dalla squadra è costituito da due terzi posti in massima serie e la vittoria di una Coppa di Francia nella stagione 2022-2023.
I colori sociali sono il bianco e il viola; mentre lo stadio di casa è lo Stadium.

## Storia
Tolosa rimase priva di una rappresentanza di rilievo nel calcio nel 1967, quando il Toulouse Football Club vendette i propri giocatori e li piazzò nella massima serie francese a Parigi, nel Red Star Football Club.
Dopo tre anni, però, nacque un nuovo club, l'Union Sportive Toulouse, che inizialmente adottò maglie rosse e gialle.
Il club nel 1979 recuperò il nome di Toulouse Football Club e cominciò ad indossare i nuovi colori, il viola ed il bianco.
La squadra, con Jacques Santini e l'attaccante svizzero Daniel Jeandupeux, batté ai tiri di rigore il Napoli di Diego Armando Maradona nella Coppa UEFA 1986-1987, durante la prima apparizione europea del Tolosa.
Il club retrocesse in seconda serie nel 1994, per poi trovare continue promozioni e retrocessioni tra la Ligue 1 e la Ligue 2, prima di scivolare nella terza divisione nel 2001 a causa di problemi finanziari.
Il Tolosa tornò nella massima serie due stagioni dopo e nel 2006-2007 giunse terzo, guadagnando così un posto nel terzo turno preliminare della UEFA Champions League 2007-2008, dove fu eliminato dal Liverpool Football Club con il punteggio complessivo di 5-0. Dopo una salvezza ottenuta all'ultima giornata, arrivò il quarto posto del 2008-2009 con 64 punti, che valsero un posto nella nuova Europa League. Da questa stagione si mise in evidenza André-Pierre Gignac, che si aggiudicò il primato nella classifica dei marcatori con 24 gol, ricevendo la convocazione nella nazionale francese. la salvezza conseguita nel 2015-2016 ebbe del prodigioso: il Tolosa, a 12 minuti dalla fine dell'ultima partita stagionale, era in svantaggio per 2-1 sul campo dell'Angers e aveva bisogno di una vittoria per salvarsi; nel recupero il Tolosa riuscì a trovare la via del gol per due volte, ribaltando il risultato sul 3-2 e cogliendo una clamorosa salvezza. Nel 2017-2018, dopo il diciottesimo posto nella stagione regolare, il Tolosa si vide costretto alla la doppia sfida di spareggio contro la terza della Ligue 2, l'Ajaccio, play-out vinto dal Tolosa con il risultato complessivo di 4-0. Ma nel 2019-2020, in virtù del penultimo posto allo stop per via del COVID-19, il club retrocede in Ligue 2. L'anno successivo si classifica terzo dietro a Troyes e Clermont Foot e disputa i playoff contro il Nantes, perdendo l'andata 2-1 in casa e vincendo 1-0 fuori.
Rimandata di un anno la promozione, nella stagione 2022-2023 ritorna in massima serie.
Al ritorno in Ligue 1 segue la vittoria del primo  trofeo ufficiale nella storia del club, infatti, il 29 aprile 2023 il Tolosa vince la Coppa di Francia battendo 1-5 nella finale la squadra che due anni prima gli aveva negato la promozione, il Nantes,qualificandosi inoltre per la successiva edizione della UEFA Europa League.

## Colori e simboli

### Colori
I colori della squadra sono il viola e il bianco.

### Simboli ufficiali

#### Stemma
Lo stemma della squadra adottato dal 2018 è di forma circolare e di colore viola e contiene al suo interno la denominazione sociale, l'anno di fondazione e lo stemma cittadino.

#### Inno
L'inno della squadra si intitola Se Canto ed è stato introdotto all'inizio dalla stagione 2010-2011.

## Strutture

### Stadio

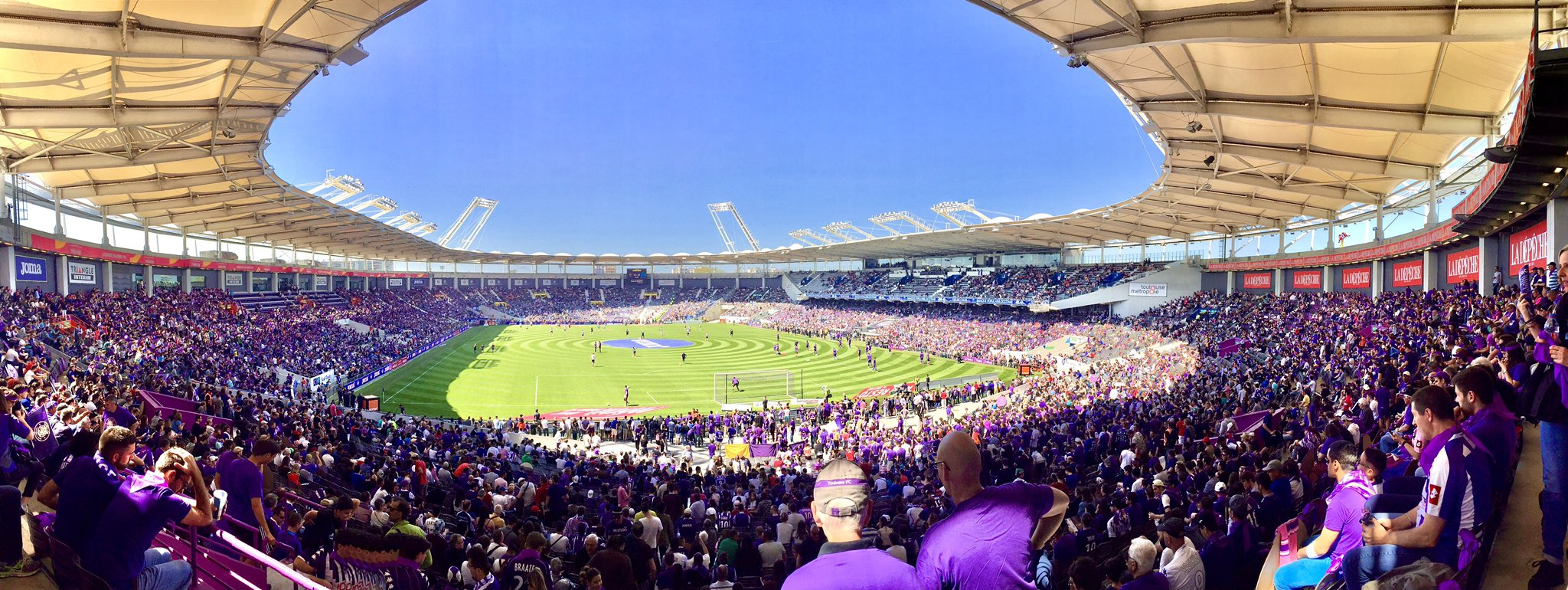
Stadium

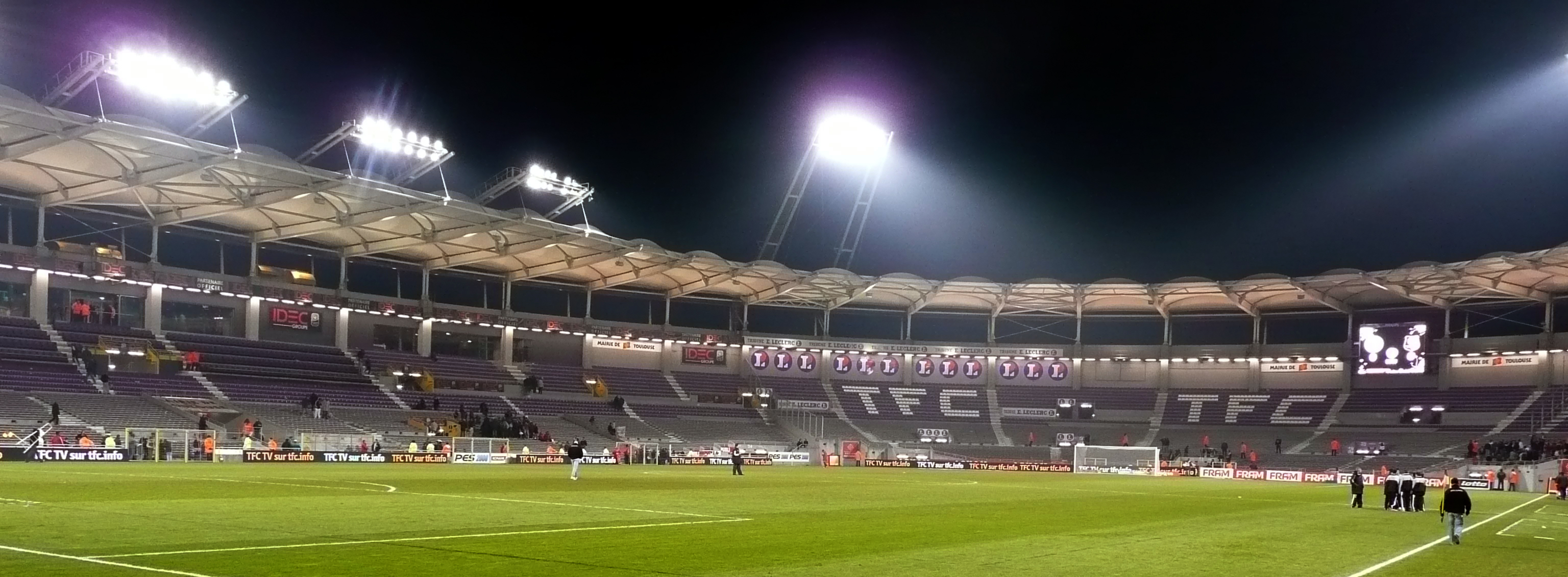
Panoramica dello Stadium

Il club gioca gli incontri interni allo Stadium di Tolosa, impianto comunale capace di 33150 spettatori.
Costruito tra il 1938 e il 1949, fu in precedenza impianto della preesistente squadra cittadina; ospitò nel 1954 e nel 1972 due edizioni della coppa del mondo di rugby a 13; nel 1998 il mondiale di calcio e, nel 1999 e 2007 due edizioni della Coppa del mondo di rugby a 15.
Inoltre, più recentemente, ospitò varie gare del campionato d'Europa 2016.

## Società

### Organigramma societario
Di seguito è riportato l'organigramma societario:
- Damien Comolli - Presidente

### Sponsor
- 1970-1990 adidas
- 1990-1993 Duarig
- 1993-1994 Le Roc Sport
- 1994-1995 Asics
- 1995-1997 adidas
- 1997-1998 Reebook
- 1998-2001 Puma
- 2001-2008 Lotto
- 2008-2011 Airness
- 2011-2015 Kappa
- 2015-2021 Joma
- 2021- Craft
- 2024 Nike

## Allenatori e presidenti
Di seguito è riportata la lista degli allenatori e dei presidenti:
- 1970-1972  José Farias
- 1972-1973  Pierre Dorsini
- 1973-1974  Richard Boucher
- 1974-1975  Paul Orsatti (1 lug.-31 ott.)
 Richard Boucher (1 nov.- 30 giu.)
- 1975-1976  Emile Daniel
- 1976-1977  Richard Boucher
- 1977-1978  Angel Marcos
- 1978-1979  Just Fontaine
- 1979-1983  Pierre Cahuzac
- 1983-1985  Daniel Jeandupeux
- 1985-1989  Jacques Santini
- 1989-1991  Pierre Mosca
- 1991-1992  Victor Zvunka
- 1992-1993  Serge Delmas
- 1993-1994  Jean-Luc Ruty
- 1994-1995  Rolland Courbis (1 lug.-31 ott.)
 Alain Giresse (1 nov.- 30 giu.)
- 1995-1998  Alain Giresse
- 1998-1999  Guy Lacombe (1 lug.-25 gen.)
 Alain Giresse (26 gen.- 30 giu.)
- 1999-2000  Alain Giresse (1 lug.-9 ott.)
 Robert Nouzaret (10 ott.- 30 giu.)
- 2000-2001  Robert Nouzaret
- 2001-2006  Erick Mombaerts
- 2006-2008  Élie Baup
- 2008-2014  Alain Casanova
- 2014-2015  Alain Casanova (1 lug.-1 ott.)
 Dominique Arribagé (2 ott.- 30 giu.)
- 2014-2015  Dominique Arribagé (1 lug.-27 feb.)
 Pascal Dupraz (1 mar.- 30 giu.)
- 2016-2017  Pascal Dupraz
- 2017-2018  Pascal Dupraz (1 lug.-22 gen.)
 Michaël Debève (23 gen.- 30 giu.)
- 2018-2019  Alain Casanova
- 2019-2020  Denis Zanko
- 2020-2021  Patrice Garande
- 2021-2023  Philippe Montanier
- 2023-  Carles Martínez Novell

- 1970-1977  Lilian Buzzichelli
- 1977-1978  Yves De Lagarcie
- 1978-1979  Jean-Jacques Astoux
- 1979-1981  Bernard Garrigues
- 1981-1985  Daniel Visentin
- 1985-1992  Marcel Delsol
- 1992-1999  André Labatut
- 1999-2001  Jacques Rubio
- 2001-2020  Olivier Sadran
- 2020-2025  Damien Comolli

## Calciatori

### Vincitori di titoli

#### Calciatori campioni continentali
- Jean-François Domergue (Francia 1984)
- Philippe Bergerôo (Francia 1984)

## Palmarès

### Competizioni nazionali
- Coppa di Francia: 1

2022-2023
- Ligue 2: 3

1981-1982 (girone A), 2002-2003, 2021-2022

### Competizioni giovanili
- Coppa Gambardella: 1

2004-2005
- Championnat National U17: 1

2021-2022

## Statistiche e record

### Partecipazione ai campionati
| Livello | Categoria            | Partecipazioni | Debutto   | Ultima stagione | Totale |
| ------- | -------------------- | -------------- | --------- | --------------- | ------ |
| 1º      | Division 1           | 15             | 1982-1983 | 2000-2001       | 36     |
| 1º      | Ligue 1              | 21             | 2003-2004 | 2025-2026       | 36     |
| 2º      | Division 2           | 16             | 1970-1971 | 1999-2000       | 19     |
| 2º      | Ligue 2              | 3              | 2002-2003 | 2021-2022       | 19     |
| 3º      | Championnat National | 1              | 2001-2002 | 2001-2002       | 1      |

### Partecipazione alle coppe nazionali
| Competizione          | Partecipazioni | Debutto   | Ultima stagione | Totale |
| --------------------- | -------------- | --------- | --------------- | ------ |
| Coppa di Francia      | 53             | 1970-1971 | 2023-2024       | 53     |
| Coupe de la Ligue     | 26             | 1994-1995 | 2019-2020       | 26     |
| Supercoppa di Francia | 1              | 2023      | 2023            | 1      |

### Partecipazione ai tornei internazionali
| Competizione          | Partecipazioni | Debutto   | Ultima stagione | Totale |
| --------------------- | -------------- | --------- | --------------- | ------ |
| UEFA Champions League | 1              | 2007-2008 | 2007-2008       | 1      |
| Coppa UEFA            | 3              | 1986-1987 | 2007-2008       | 5      |
| UEFA Europa League    | 2              | 2009-2010 | 2023-2024       | 5      |

### Statistiche di squadra
A livello internazionale la miglior vittoria è per 5-1, ottenuta contro il Paniōnios nel primo turno della Coppa UEFA 1987-1988, mentre la peggior sconfitta è il 5-1 subito contro lo Spartak Mosca nel secondo turno della Coppa UEFA 1986-1987.

### Statistiche individuali
Il giocatore con più presenze nelle competizioni europee è Pantxi Sirieix a quota 13, mentre i miglior1 marcatori sono Gérald Passi e André-Pierre Gignac con 4 gol.

## Organico

### Rosa 2025-2026
Rosa aggiornata al 20 agosto 2025.
| N. |                        | Ruolo | Calciatore        |
| -- | ---------------------- | ----- | ----------------- |
| 2  | Danimarca (bandiera)   | D     | Rasmus Nicolaisen |
| 3  | Stati Uniti (bandiera) | D     | Mark McKenzie     |
| 4  | Inghilterra (bandiera) | D     | Charlie Cresswell |
| 5  | Australia (bandiera)   | C     | Denis Genreau     |
| 6  | Romania (bandiera)     | D     | Ümit Akdağ        |
| 9  | Camerun (bandiera)     | A     | Frank Magri       |
| 10 | Francia (bandiera)     | C     | Yann Gboho        |
| 12 | Norvegia (bandiera)    | D     | Warren Kamanzi    |
| 13 | Norvegia (bandiera)    | A     | Joshua King       |
| 15 | Norvegia (bandiera)    | C     | Aron Dønnum       |
| 17 | Cile (bandiera)        | D     | Gabriel Suazo     |

| N. |                      | Ruolo | Calciatore            |
| -- | -------------------- | ----- | --------------------- |
| 19 | Francia (bandiera)   | D     | Djibril Sidibé        |
| 20 | Germania (bandiera)  | C     | Niklas Schmidt        |
| 22 | Algeria (bandiera)   | C     | Rafik Messali         |
| 23 | Venezuela (bandiera) | C     | Cristian Cásseres Jr. |
| 26 | Francia (bandiera)   | D     | Ylies Aradj           |
| 26 | Francia (bandiera)   | D     | Jaydee Canvot         |
| 31 | Francia (bandiera)   | A     | Noah Edjouma          |
| 40 | Francia (bandiera)   | P     | Justin Lacombe        |
| 50 | Francia (bandiera)   | P     | Guillaume Restes      |
| 80 | Gabon (bandiera)     | C     | Shavy Babicka         |

### Staff tecnico
Di seguito è riportato lo staff tecnico:
- Carles Martínez Novell - Allenatore
- Jordan Galtier,  Pol Garcia Calduch - Assistenti
- Eric Allibert - Allenatore dei portieri
- Benjamin Barthelemy,  Guillaume Ravé,  Lucas Ollier - Preparatori atletici
- Benjamin Coutens - Medico